# Лівінгстон (парафія)
Шаблон:StateAbbr_ 30°26′ пн. ш. 90°44′ зх. д. / 30.44° пн. ш. 90.73° зх. д.
Округ  Лівінгстон (англ. Livingston Parish) — округ (парафія) у штаті  Луїзіана, США. Ідентифікатор округу 22063.

## Історія
Парафія утворена 1832 року.

## Демографія
За даними перепису 
2000 року 
загальне населення округу становило 91814 осіб, зокрема міського населення було 41552, а сільського — 50262.
Серед мешканців округу чоловіків було 45550, а жінок — 46264. В окрузі було 32630 домогосподарств, 25545 родин, які мешкали в 36212 будинках.
Середній розмір родини становив 3,17.
Віковий розподіл населення поданий у таблиці:
| Стать    | До 15 років | 15-21 | 22-29 | 30-39 | 40-49 | 50-65 | 65-85 | Понад 85 |
| -------- | ----------- | ----- | ----- | ----- | ----- | ----- | ----- | -------- |
| Чоловіки | 11522       | 5110  | 4701  | 7343  | 6988  | 6538  | 3147  | 201      |
| Жінки    | 10673       | 4798  | 5080  | 7589  | 6927  | 6733  | 4001  | 463      |

## Суміжні округи
- Сент-Гелена — північ
- Тангіпаоа — схід
- Сент-Джон-Баптист — південний схід
- Ассансьйон — південний захід
- Іст-Батон — захід

## Виноски
1. ↑  U.S. Decennial Census. Census.gov. Архів оригіналу за 4 квітня 2018. Процитовано 10 серпня 2013.
2. ↑  Annual Estimates of the Resident Population: April 1, 2010 to July 1, 2012. Census.gov. Архів оригіналу за 7 липня 2013. Процитовано 10 серпня 2013.
3. ↑  American FactFinder. Бюро перепису населення США. Архів оригіналу за 26 лютого 2012. Процитовано 31 січня 2008.

| США | Це незавершена стаття з географії США. Ви можете допомогти проєкту, виправивши або дописавши її. |